# معهد مراقبة الأسلحة الكيميائية والبيولوجية
معهد مراقبة الأسلحة الكيميائية والبيولوجية هو منظمة بحثية سياسية خاصة غير ربحية وغير حزبية تأسست عام 1993م لمعالجة التحديات التي تواجه الأمن والاستقرار العالميين في أوائل القرن 21، مع التركيز بوجه خاص ولكن ليس حصريًا، على التخلص من الأسلحة الكيميائية والأسلحة البيولوجية. فهو يعزز هذا الهدف من خلال برنامج مبتكر من البحث والتحليل والدعم التقني والتدريب والتعليم. وكان الهدف من إنشاء معهد مراقبة الأسلحة الكيميائية والبيولوجية تعزيز المنهج الإستراتيجي لتحديات الأمن القومي المعاصرة، والتي تشجع على ترجمة الأفكار إلى أفعال.
وقد ركز المعهد جهوده ليس فقط على القضايا ذات الاهتمام الوطني المباشر ولكن أيضًا على المشاكل التي تعكس ديناميات البيئة العالمية الجديدة، والتي اتخذت شكلاً من أشكال التفاعل المعقد للأمن والعلوم والتكنولوجيا وتحديات صنع القرار الضرورية الحالية للقادة الوطنيين والدوليين.
وقد صُمم برنامج البحث في المعهد لتنبيه القادة في الحكومة والصناعة والإعلام والمجتمع العلمي إلى المشاكل قبل أن تصبح أزمات، فضلاً عن مبارزة وسائل المعرفة التقليدية في ضوء الحقائق الجديدة، وتعزيز التكامل بين وجهات النظر المتنوعة في إطار خيارات القرار التي تحقق التوازن بين المصالح المتنافسة على نحو فعال. كما حاول المعهد التأكيد على الدراسات والتحليلات التي كانت ذات طبيعة استباقية وتوجه للعمل ونهج تكاملي وتركيز على السياسة والواقعية السياسية.
هذا وقد توقفت أعمال المعهد في عام 2007.